# Редькин
Ре́дькин (рос. Редькин) — хутір у складі Сарактаського району Оренбурзької області, Росія.

## Населення
Населення — 116 осіб (2010; 105 у 2002).
Національний склад (станом на 2002 рік):
- росіяни — 65 %